# Amilcare Fantoli
Amilcare Fantoli (de Ugolino y de Maria Colucci, Prato, Florencia, 6 de julio de 1891 - Génova, 11 de noviembre de 1980 ) fue un militar, geógrafo, explorador, climatólogo, y profesor italiano. De su madre heredó el amor por la música y una hermosa voz. Ella era soprano - aunque nunca hizo carrera - y él: tenor. Su padre era profesor de Ciencia, Física, y Matemática heredando el amor por la montaña, la pasión por la aventura y un espíritu de indagación que lo llevó a tomar los más variados campos del conocimiento.

## Origen del nombre
El apellido Fantoli se remonta a "Ugolino de’ Fantoli" citado por Dante en el canto XIV del Purgatorio.
A pesar de que el poeta dice que él había matado a sus dos niños, fue el tercer hijo que peleó en Lombardia para combatir contra los herejes que habían seguido a Dolcino Frey y estaban allí.
Lo cierto es que en 1400, un Fantoli fue mencionado entre los pobladores de Milán; y en el 1700 un Fantoli era juez en el Valle Anzasca.

## Infancia
Primero de seis hijos, fue utilizado para hacer viajes de hasta varios días - hasta cuarenta - en los Alpes en compañía del padre, de hermanos y el perro policía Azor, que tenía el deber de proteger y defender al pequeño grupo de audaces. Las historias que su padre narraba a sus hijos en vista de noches estrelladas de la montaña, alimentaba la imaginación de un niño con proyectos y sueños. Así, con historias de países lejanos del sudeste de Asia, los logros de la exploración polar, de los picos no escalados; se convirtieron en ejemplos de valentía que esperaba que sus hijos imitasen. Además con las explicaciones de las constelaciones, los movimientos de las estrellas y los secretos de las plantas de destilación, surgía en su corazón un anhelo creciente de saber más y más.
Crucial para su crecimiento fue la figura de un tío paterno, Edoardo Fantoli, capitán de mar, que se había casado con una dama inglesa de Brighton: Carolina Erskine Holland.
No menos valiente que su hermano, su tío había participado de viajes y viajes, con imprudencia, por el Atlántico y no habiendo tenido hijos, sobre el sobrino Amilcare había derramado su amor y su predilección. Él se fue a su último viaje con la intención de trazar el río Amazonas. Pero una vez que llegó a Sudamérica y comenzando la ascensión del gran río, desapareció como un héroe legendario, y su muerte fue otra historia emocionante, para Amilcare que conocía bien al protagonista.

## La Primera Guerra Mundial y misiones en el extranjero
Estudiando, se produjo el estallido de la Primera Guerra Mundial, con veinticuatro, Amilcare Fantoli fue enviado al frente. En la guerra de trincheras fue protagonista de actos de coraje y dedicación a sus compañeros que le valió numerosas menciones. Al término de la guerra, gracias a sus estudios de meteorología, fue responsable de organizar el primer servicio meteorológico de Libia ahora colonia italiana. Fue el cumplimiento de su sueño: una vida en la frontera en un territorio difícil en términos de clima, salud - viruela y peste endémicas - y además en política.
Fueron años de frenéticos trabajos, y una actividad organizativa prodigiosa. Se trasladó a vivir en Trípoli, y con viajes frecuentes a lo largo de la región y más allá, siendo capaz de afrontar y profundizar en casi todos los aspectos y problemas del cambio climático del norte de África, sin descuidar la importancia del clima de la zona.

### Sus primeros escritos
A partir de 1923 los resultados de sus observaciones y estudios realizados en Libia, dieron lugar a decenas de obras aparecidas en muchos lugares: actas de congresos, revistas coloniales, y también en publicaciones de la cultura geográfica y humanista.
Amilcare Fantoli demostró, de hecho, una verdadera atracción por exceder los límites de una especialización fútil en favor de una visión renacentista de la realidad que tiende a tomar al humano y sus acontecimientos estrechamente relacionados como un todo en una más amplia totalidad.
En ese 1923 publicó una Guía de Libia para el Touring Club Italiano.
El 1 de abril de 1924, la Société Astronomique de France lo nombró miembro con un certificado firmado por el Secretario General Camille Flammarion.
En 1927 participó del X Congreso Geográfico italiano de Milán, y en 1930 en el XI de Nápoles.

### Su colaboración con la Sociedad Geográfica Italiana
En 1929 entró a formar parte de la Società Geografica Italiana, que en 1937 lo nominó socio correspondiente, y en 1978 socio de honor. Sus colaboraciones con la Società Geografica Italiana fue asidua y rica en sugerencias.
Muy importante fue también sus colaboraciones con el “Bollettino Geografico” de estudios publicados por la Oficina de Libia, de E. de Agostini. En esos años se sucecieron numerosos informes de estima y de amistad con varios geógrafos italianos y extranjeros, de los cuales el francés J. Despois, dedicándole a él y a Agostini el volumen sobre la colonización italiana en Libia.
En 1933 cumplió el primer cruce del Hamada el-Hamra meseta desértica rocosa, casi inexplorado por los europeos. De esa empresa hizo un informe unos años más tarde - 1942 - publicándolo en el Boletín de la Sociedad Geográfica Italiana.
En ese año también publicó una valiosa antología: "La Libia negli scritti degli antichi" compuesto por él con canciones que había elegido.

### Organización del Servicio meteorológico del África oriental italiana
En 1934, fue a Eritrea y a Somalia para estudiar la reorganización de la red de estaciones meteorológicas de las dos colonias.
Al término de la guerra ítalo-etiópica, Amilcare Fantoli tuvo el encargo de organizar el Servicio meteorológico del África oriental italiano.
Desde entonces sus publicaciones también incñuyeron esas áreas, pero menos numerosos que los de Libia, porque el trabajo fue interrumpido en pocos años. Sin embargo, el trabajo fue igual de impresionante y una gran cantidad de datos recogidos le permitió a Fantoli la construcción de documentos valiosos sobre la pluviometría de Etiopía poniéndolo de manifiesto en el volumen: "Elementos preliminarios del clima de Etiopía" (Florencia 1940).
En 1937, mientras organizaba la red meteorológica del África oriental, recolectó importantes materiales paleolíticos y neolíticos y realizó una serie de observaciones interesantes que se publicaron en el Boletín de la Sociedad Geográfica Italiana durante los años 1938, 1939, y 1940.

## La Segunda Guerra Mundial

### Conflictos con el gobernador Italo Balbo
En 1939, como resultado de serios desacuerdos con Italo Balbo a la sazón gobernador de la Tripolitania, fue obligado a volver a Italia.

### La Guerra y la experiencia de los campos de concentración
Llamado a la guerra en 1942, pero fue voluntariamente, por amor a la patria, y el 8 de septiembre de 1943, fue arrestado por los alemanes e italianos enviados a otros funcionarios en una experiencia de campo de concentración nazi, dejándole marcas, tanto en el cuerpo y corazón. A pesar de la intervención de científicos alemanes en su favor, Amilcare Fantoli rechazó la oferta para obtener su libertad a cambio de un juramento de fidelidad al Fuhrer, y prefirió quedarse con sus compañeros.
La difícil situación del campos de concentración nazi se prolongó hasta 1945, cuando las tropas aliadas liberaron el campo Meppen en la frontera con Holanda, donde había sido trasladado. Esos años fueron llenados de complicados cálculos y observaciones científicas de todo tipo que Fantoli hizo para ocupar su mente, sin darse por vencido.

## Su retorno a Italia
De vuelta en Italia, con la supresión del Ministerio Italiano de África, se insertó en las funciones del Ministerio de Agricoltura, pero pronto su trabajo se volcó al Ministerio de Relaciones Exteriores donde se dedicó a la elaboración de la inmensa cantidad de datos recopilados. En 1951 regresó a misiones en Somalia.

### Obras sucesivas
El fruto de tanto trabajo fue la publicación por el Ministerio de Relaciones Exteriores, de una serie de importantísimos volúmenes: '"Contributo alla climatologia della Somalia" (Roma 1965), "Contributo alla climatologia dell’Etiopía" (ibid. 1965) "e dell ’Eritrea" (ibid. 1966), "Contributo alla climatologia della Tripolitania" (ibid. 1967), "Contributo alla climatologia della Cirenaica" (ibid.1968), "Contributo alla climatologia della Libia" (ibid.1969).
Mientras tanto, continuó participando activamente en estudios climatológicos y meteorológicos, y participando en reuniones nacionales e internacionales científicas, en: Canarias, Suecia, Alemania, Francia, Suiza, y tantos otros.
También le interesaron un grupo de islas italianas, que tienen características similares a las de la costa del norte de África. El resultado fue la discusión del cambio climático en "Monografia biogeografica delle Pelagie, diretta da E. Zavattari" (Roma, 1960, pp. 11-114).

## Científico y humanista
Muchos también están bien escritos y artículos de diversa índole, que dan fe de su vasta cultura y su interés en varios campos.
De la antropología a la paleontología, árabes, de los Sufi a Bhagavad Gita, de los prolegómenos de Ibn Khaldun – autor amadísimo – al Rubayat de Omar Khayyám argumentación que no existía al menos las que tocó.
También escribió la historia con el apoyo de una amplia documentación en su poder, el amor trágico entre el hijo y la hija de los cónsules de Francia y de Inglaterra a Trípoli durante 1825: "Una tragedia d’amore a Tripoli sullo sfondo di un contrasto politico", Levante, N.º. 1, 1966.
También publicó - con un seudónimo - un pequeño libro de poemas dedicados a la Virgen María: Nive candidior Maria (Roma 1966), frase de la placa en honor a la Virgen en el Rocciamelone, montaña de los Alpes Grayos, en el Valle de Susa.
En los últimos años se dedicó a dos estudios críticos sobre el primer viaje de una mujer al Sinaí, y sobre el viaje de San Pedro a Roma.

## Títulos, honores y tributos
Entre los muchos títulos y honores que se le concedió, el que era más caro fue el título de Caballero de Vittorio Veneto.
Leone Maria Michaud, asistente especial del Secretario General de la Organización Meteorológica Mundial (OMM) y negociador del Protocolo del Acuerdo OMM-Comisión Europea, escribió de Amilcare Fantoli que bien conocía:
“El Profesor Amilcare Fantoli (1891-1980) científico y erudito de fama en muchas disciplinas, promovió las aplicaciones de la meteorología a la producción agrícola y la lucha contra la langosta. Su monumental estudio del clima, en grandes áreas de África, sigue siendo una herramienta fundamental para la agrometeorología y el clima, en particular para la investigación sobre la evolución del clima. Las obras más apreciadas del Profesor Fantoli sobre Eritrea, Etiopía, Libia, y Somalia fueron publicadas bajo el patrocinio y con el apoyo financiero del Ministerio de Relaciones Exteriores - Dirección General para la Promoción y Cooperación Cultural. El Prof. Fantoli fue premiado con medalla de oro de parte del Emperador Hailè Selassiè por su excepcional contribución a la climatología de Etiopía y de Eritrea. Extractos de los trabajos del Profesor Fantoli fueron también publicados en la Revista de Meteorología Aeronáutica.”

## Muerte y descendencia
Murió en Génova el 11 de noviembre de 1980, mientras realizaba estudios e investigaciones. De su matrimonio con Piera Fornari (Asís 17 de abril de 1898 – Roma 22 de octubre de 1979) nacieron: Jolanda (1921), Annibale (1924), Ugo (1926), Mirella (1930–1981) y Moussia (1942).

## Obras seleccionadas
1. Guida della Libia (Tripolitania e Cirenaica), Touring Club Italiano, 1923
2. L’educazione fisica in montagna, Touring Club Italiano 1923; Tappeti d’Oriente, Resto del Carlino, 25 de junio de 1925
3. Clima délia Tripolitania. Société de géographie. París, p. 374. 1929
4. Le Acque sotterranee in Tripolitania, 20 pp. 1931
5. L’età della pietra in Libia, Istituto Poligrafico dello Stato, Roma 1932
6. L'ambiente fisico delle Colonie libiche nei suoi riflessi demografici e nelle sue influenze sul lavoro indigeno: Ministero delle colonie. Ufficio studi e propaganda. Editor Ist. poligr. dello Stato, 19 pp. 1932
7. La Libia negli scritti degli antichi (Brani geografici e naturalistici), Sindacato Italiano Arti Grafiche, Roma 1933
8. La siccità in Libia. Volumen 2 y Volumen 4 de Pubblicazioni della Commissione italiana per lo studio delle grandi calamità. Editor F. Le Monnier, 88 pp. 1935
9. Il deserto, Touring Club Italiano 1935; Resoconti sui Bollettini della Società Geografica Italiana anni 1938, 1939, 1940
10. Elementi preliminari del clima dell’Etiopia, Firenze 1940
11. Ergebnisse von drei Jahren meteorologischer Untersuchungen im A. O. I.: Zsfassg (Resultados de tres años de investigaciones meteorológicas de la A.O I.) Editor Quelle & Meyer, 2 pp. 1942
12. Le vie eterne, Rivista delle Colonie, 20 febbraio 1942
13. La prima traversata dell’Hamada el – Hamra, Bollettino della Società Geografica Italiana, Roma 1942
14. Nozioni elementari di meteorologia, Editrice Italiana Arti Grafiche, Roma 1951
15. Le pioggie della Libia, 1952
16. Contributo alla climatologia dell’Etiopia, OPI, Roma 1965; Contributo alla climatologia della Somalia, OPI, Roma 1965
17. Contributo alla climatologia dell’Eritrea, OPI, Roma 1966
18. Contributo alla climatologia dell’Altipiano Etiopico, Regione Eritrea, OPI, Roma 1966; Contributo alla climatologia della Tripolitania, OPI, Roma 1967
19. Contributo alla climatologia della Cirenaica, OPI, Roma 1968; Contributo alla climatologia delle regioni interne della Libia, OPI, Roma 1969
20. Monografia biogeografica delle Pelagie, diretta da E. Zavattari (Roma, 1960, pp. 11–114)
21. Un singolare connubio di due fedi diverse, Estratto dalla Rivista Levante, Roma 1965
22. Una tragedia d’amore a Tripoli sullo sfondo di un contrasto politico, Rivista Levante, nn.1 e 2, Roma 1966
23. Nive candidior Maria, Roma 1966
24. Una ipotesi circa il primo viaggio di San Pietro a Roma, Accademia dei Lincei, Estratto, 12 pp. Roma 1967
25. Il viaggio di una donna al Sinai sedici secoli or sono, Estratto dalla Rivista Levante, Roma 1972